# 천세헌
천세헌(千世憲, 1879년 ∼ 1945년)은 일제강점기의 독립운동가이다. 조선 고종 때 외부주사를 지내고 미국으로 이주하여 안창호(安昌浩)와 함께 독립운동을 벌이였으며, 대한민국 임시정부에 참여하였다.

## 생애
선산(善山)에서 한문을 배우다가 상경하여 외국어학교에 입학하였고, 고종 때 외부주사(外部主事)를 역임한 후 1903년 하와이로 이주하였다.
1910년 미국 뉴욕으로 이주하여 해외 한인의 최고 통일연합기관인 대한인국민회(大韓人國民會) 북미지방총회(北美地方總會) 뉴욕지회에 가입하여 조국의 독립운동과 한인교포들의 민족교육 실시를 위해 노력하였다.
1914년 안창호(安昌浩)·송종익(宋鍾翊) 등 8명이 민족의 장래에 동량이 될 인재 양성을 위해 창립한 흥사단(興士團)에 가입하여 활동하였다. 이 무렵 천세헌은 결혼을 하였다. 조선에서 8년 전에 헤어졌던 박기연(朴紀淵)과 1916년 10월 6일 샌프란시스코의 한 교회에서 부부의 연을 맺었다. 박기연은 천세헌을 만나기 위해 온갖 역경을 이겨내야 했다. 그녀는 중국 상해에서 차이나호륜선을 타고 9월 30일 샌프란시스코에 도착했다.
1917년 대한인국민회 북미지방총회 뉴욕지방총회장으로 선임되어 대한인국민회에 가옥채보상금을 출연하여 회의 운영을 위해 노력하였다.
1919년 4월 대한인국민회 중앙총회에서 독립운동 후원과 대한민국임시정부의 선전을 목적으로 필라델피아에서 한인자유대회(韓人自由大會)를 개최하자, 이 대회에 참석해 임시정부의 승인과 지원, 외교사무소의 설치 등을 결의하였다.
1921년 8월 대한인국민회에서, 그 해 11월 워싱턴에서 개최되는 5대열강회의에 맞춰 대한민족대표단을 조직하고, 국내 및 상해 임정과 연락해 ‘대한 인민의 건의서’를 작성·제출하고 임정의 승인을 요청하기로 하였다. 이에 그는 뉴욕에서 서재필 등과 함께 대한민족대표단 후원회를 조직하고 동포들로부터 특별의연금 220여 달러를 모금해 대표단의 외교선전 경비에 충당하기도 했다.
1921년 9월 29일에 이르러 천세헌은 대한민족대표단의 일원으로 중국 상해로 파견되었다. 이곳에서 그는 1922년 4월 대한민국 임시정부 임시의정원에 국민대표회 추진운동을 지원해 달라는 청원서를 제출하였다. 또한 안창호 등과 함께 7월 시사책진회(時事策進會)를 조직하여 각 단체들의 의견을 조정했으며, 임정을 새롭게 창조하려는 창조파의 일원으로 활동하였다.
1922년 9월 13일 미국으로 돌아오자 샌프란시스코청년회 주최로 환영식이 열렸다. 그 뒤 천세헌은 미주 시카고로 옮겨 동포들의 생활과 자치활동을 적극적으로 도왔다. 1933년에는 민족정신을 고취시키기 위해 일본인 마쓰에[松江] 처단을 계획하기도 하였다.
1937년 7월 중일전쟁이 일어나자 미주 한인들은 중국의 난민과 재중한국인을 구제하기 위해 중국후원회를 조직하였다. 이 단체는 1939년 조선의용대를 후원할 목적으로 조선의용대 미주후원회로 개편되었는데, 조선의용대는 1938년 10월 조선민족혁명당이 중국 한구漢口에서 조직한 것이다. 그는 조선의용대 미주후원회 시카고지방에 소속되어 활동하였다.
1940년 천세헌은 시카고에서 다시 로스앤젤레스로 이주하였다. 1942년 9월 한국인의 대동단결과 미국 군사정보부와 접촉하여 미주 한인의 대일전 참전문제를 협의하기 바란다는 서재필의 서신을 받고, 그는 미국 측과 미주 한인들의 대일참전(對日參戰) 문제를 협의하기도 하였다. 이후에도 그는 독립자금을 출연해 조국의 독립운동을 후원하다가 광복을 두 달 앞둔 1945년 6월 14일 서거하였다.
대한민국 정부에서는 고인의 공훈을 기리어 1995년에 건국훈장 독립장을 추서하였다.